# فرودگاه پیلا
 فرودگاه پیلا (به انگلیسی: Piła Airport) (به زبان بومی: Port Lotniczy Piła) یک فرودگاه همگانی مسافربری است که یک باند فرود بتن دارد و طول باند آن ۲۴۰۰ متر است. این فرودگاه در کشور لهستان قرار دارد .